# Chūbu-Sangaku-Nationalpark
Der Chūbu-Sangaku-Nationalpark (japanisch 中部山岳国立公園, Chūbu Sangaku Kokuritsu Kōen) umfasst das Hida-Gebirge (Japanische Nordalpen) eine Bergregion an den Grenzen der Präfekturen Nagano, Gifu, Toyama und Niigata in der japanischen Region Chūbu. Der Park ist in besonders geschützte, besondere und gewöhnliche Zonen aufgeteilt.

## Übersicht
Das Gebiet wurde am 4. Dezember 1934 als einer der ersten zu einem Nationalpark Japans ernannt und umfasst 174.323 ha. Auf dem Gebiet liegen einige der bekanntesten Berge Japans im 3000-m-Bereich. Auf Grund einer geologischen Störung, die an der Ostseite der Japanischen Nordalpen entlang läuft, haben sich Berge auf Grund der Krustenbewegung gebildet, die dann einer starken Erosion unterlagen. Vulkanische Aktivitäten trugen zur Komplexität des Gebirges bei.
Das zentrale Gebiet ist durch viele Flüsse geprägt, die oft in steilen Tälern mit V-Querschnitt fließen, so der Kurobe-Fluss (黒部川, -gawa) nach Norden, der Azusa-Fluss (梓川, -gawa) nach Süden, der Takase-Fluss (高瀬川, -gawa) nach Osten und der Kamata-Fluss (鎌田川, -gawa) nach Westen.
Der Park liegt in einer Region mit starkem Schneefall, so dass Schnee an manchen Stellen über den Sommer hinweg liegen bleibt. Die drei bekanntesten schneereichen Schluchten sind Tsurugi-sawa Daisekkei (剣沢大雪渓), Hakuba Daisekki (白馬大雪渓) und Harinoki Daisekki (針ノ木大雪渓).
Der Berg Yakedake (焼岳), der durch einen Ausbruch den Azusa-Fluss aufstaute, zeigt selbst heute noch vulkanische Aktivitäten. In der Umgebung des Bergs Tateyama kann man Fumarolen sehen, heiße Quellen (Onsen) im Jigokudani (地獄谷) und Lava-Flächen von Midagara.

## Einzelne Sehenswürdigkeiten von Norden nach Süden
- Der Tsugaiki-Naturpark (栂池自然園, Tsugaiki jizen’en) ist ein Hochmoor auf 1900 m mit Blick auf den Berg Shirouma.
- Die Kurobe-Schlucht (黒部峡谷, Kurobe kyokoku) zählt zu Japans bekanntesten Schluchten. Sie wird vom Kurobe-Fluss durchflossen, der über die Kurobe-Talsperre und über weitere kleine Stauseen in das Japan-Meer fließt. Die Schlucht ist im unteren Abschnitt durch eine touristisch genutzte Eisenbahn (Spurweite 700 mm) erschlossen. Diese wurde zwischen 1923 und 1937 ursprünglich für den Bau einer Talsperre oberhalb der Endstation Keyakidaira (欅平; 599 m) gebaut.
- Der Berg Shirouma-dake (白馬岳; 2932 m), auch Hakuba-dake gelesen, steht über der Hakuba-Schlucht mit ewigem Eis.
- Das Happō-One (八方尾根) ist eine abwechslungsreiche Berggegend, die durch einen Studienpfad erschlossen ist.
- Der Berg Tsurugi-dake (剣岳; 2999 m) wird „Heiligtum aus Fels und Schnee“ genannt. Er ist schwer zu besteigen trotz vieler eiserner Ketten.
- Der Berg Tateyama (立山; 3015 m) ist einer der „drei heiligen Berge Japans“ (Nihon sanreizan).
- Die Ebene Midagahara (弥陀ヶ原), ein Lava-Plateau, ist durch ein Hochmoor geprägt, das von zahlreichen kleinen Teichen durchsetzt ist. Auf Holzplanken angelegte Pfade helfen beim Durchqueren.
- Berg Yarigatake (槍ヶ岳; 3180 m) ähnelt ein wenig dem Matterhorn.
- Berg Hotaka-dake (穂高岳) ist ein kollektiver Name für die Spitzen des Kitahotaka (北穂高), Karasawa (涸沢), Okuhotaka (奥穂高) und Maehotake (前穂高), unter denen der Okuhotaka mit 3190 m der höchste Berg in den Nordalpen ist.
- Kamikōchi (上高地) ist eine abwechslungsreiche Gegend mit dem See Taishō (大正池, Taishō-ike), der durch einen Ausbruch des Yakedake entstanden ist.
- Das Norikura-Hochland (乗鞍高原, Norikura kōgen) besteht aus dem Ichinose-Grasland (一の瀬園地, Ichi-no-se enchi) mit vielen Gewässern und Azaleen.
- Norikura-dake (乗鞍岳) ist eine Bergkette mit Kengamine (剣ヶ峰; 3026 m) als höchstem Punkt.

## Flora und Fauna
Der Park bietet viel unberührte Natur. Oberhalb von 2500 m finden sich die Japanische Zwerg-Kiefer und Blumenwiesen. Zwischen 1500 und 2500 m sind von der Veitchs Tanne und der Maries-Tanne besetzt. Unterhalb 1500 m finden sich Buchen und die Eichenart Quercus crispula (Mizunara).
An Tieren finden sich In den Bergen der Asiatische Schwarzbär, Japanischer Serau (eine Bergziegenart), der Japanmakak, der Hermelin und Vögel wie der Steinadler, der Berghaubenadler, das Schneehuhn, der Tannenhäher, der Schmetterling Großer Eisvogel.

## Tourismus
Innerhalb eines Jahres haben zuletzt (2013) 9,17 Millionen Personen den Nationalpark besucht.

## Sonstiges
Die Berge Tateyama, Kasagadake und Yarigadake wurden in der Edo-Zeit als heilig angebetet. Insbesondere der Tateyama gehörte, zusammen mit dem Fuji und dem Haku, zu den Drei heiligen Bergen Japans (Nihon sanreizan).
In der Meiji-Zeit soll der englische Bergbau-Ingenieur William Gowland (1842–1922) die Berge als erster vermessen und den Namen „Japanische Alpen“ geprägt haben. Der Name wurde später der Welt vermittelt durch den englischen Missionar Walter Weston (1860–1940), der im Park durch eine Plakette geehrt wird.

## Bilder

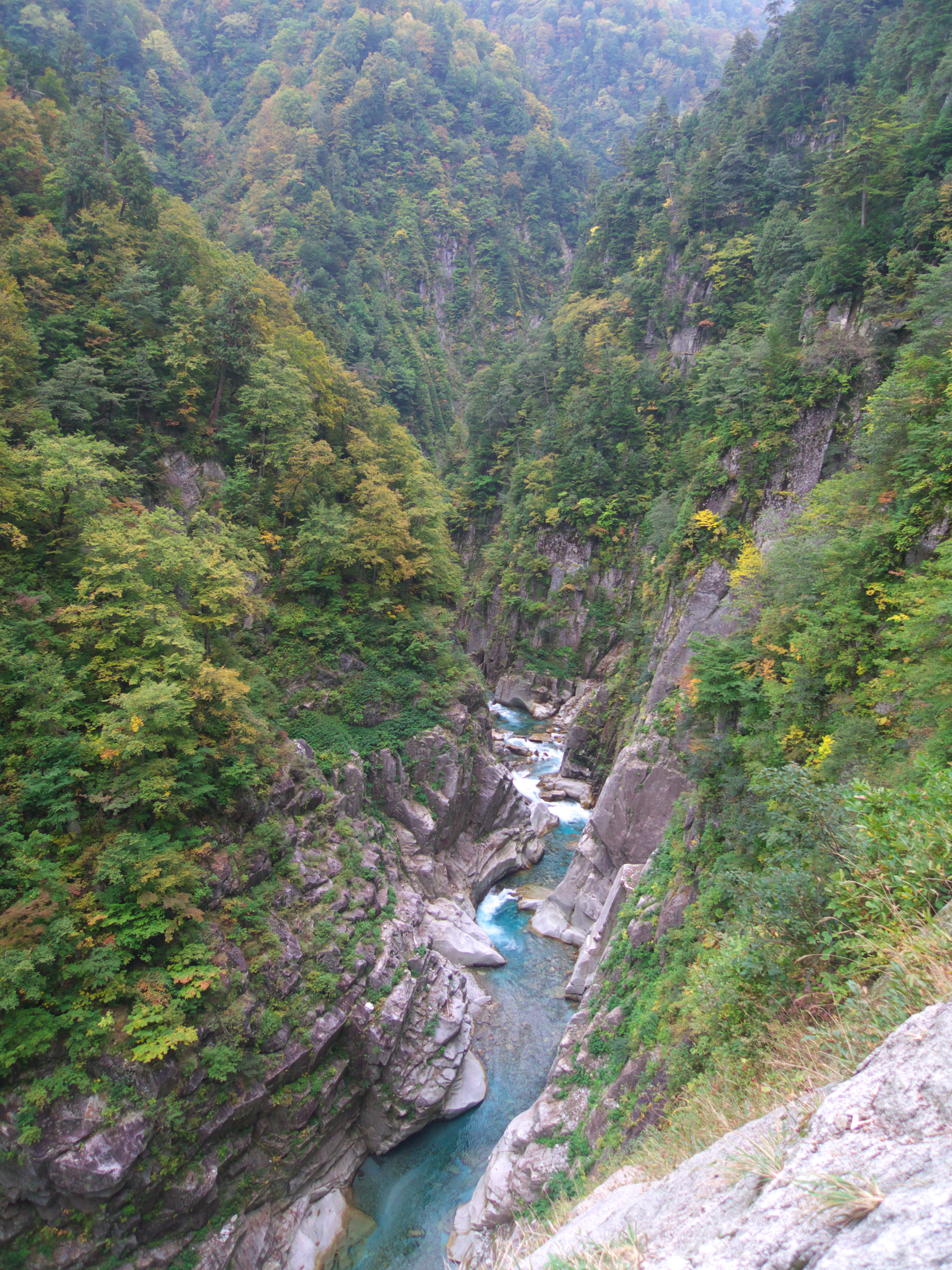
Kurobe-Schlucht
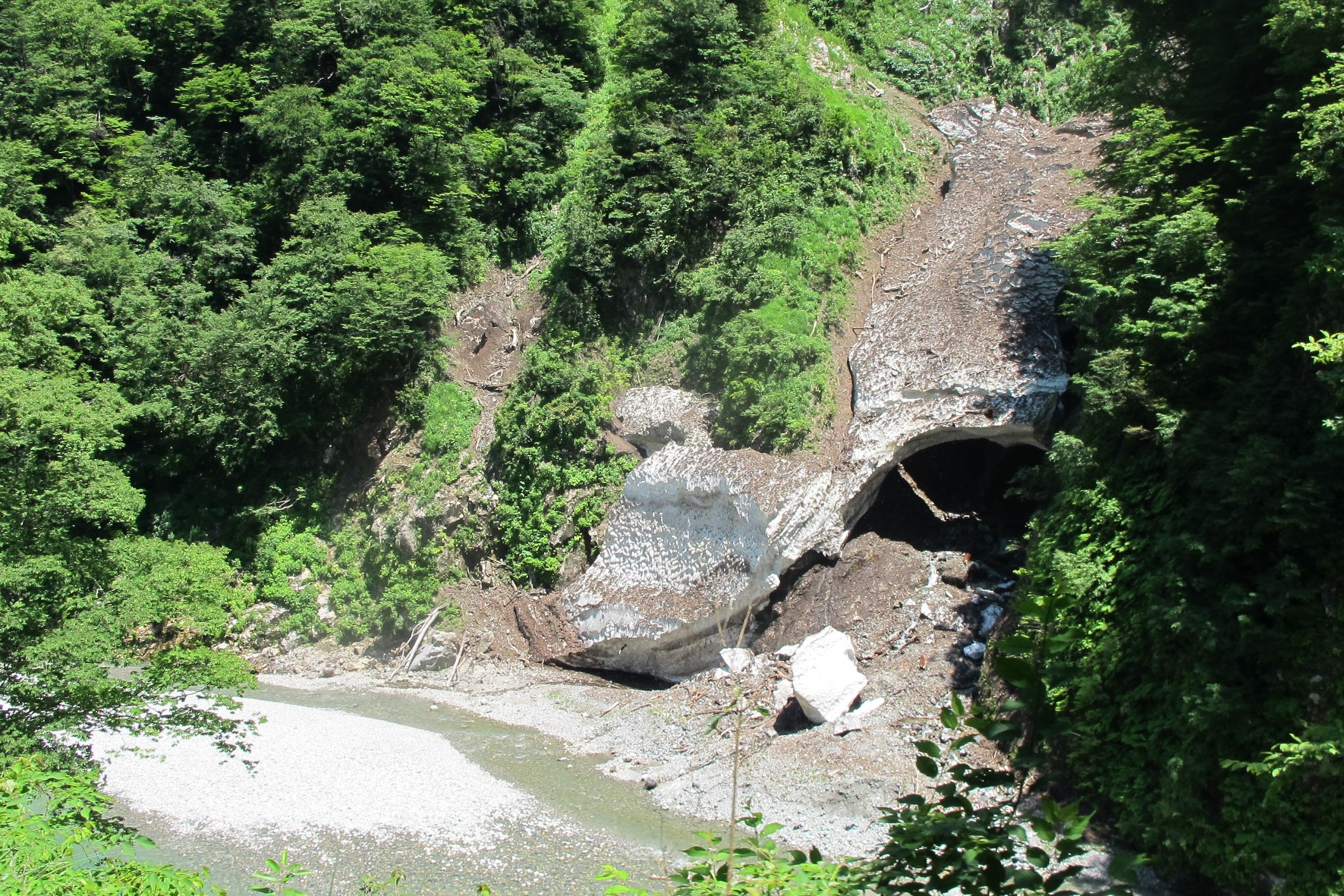
Kurobe-Schlucht Ewiges Eis auf 400 m Höhe
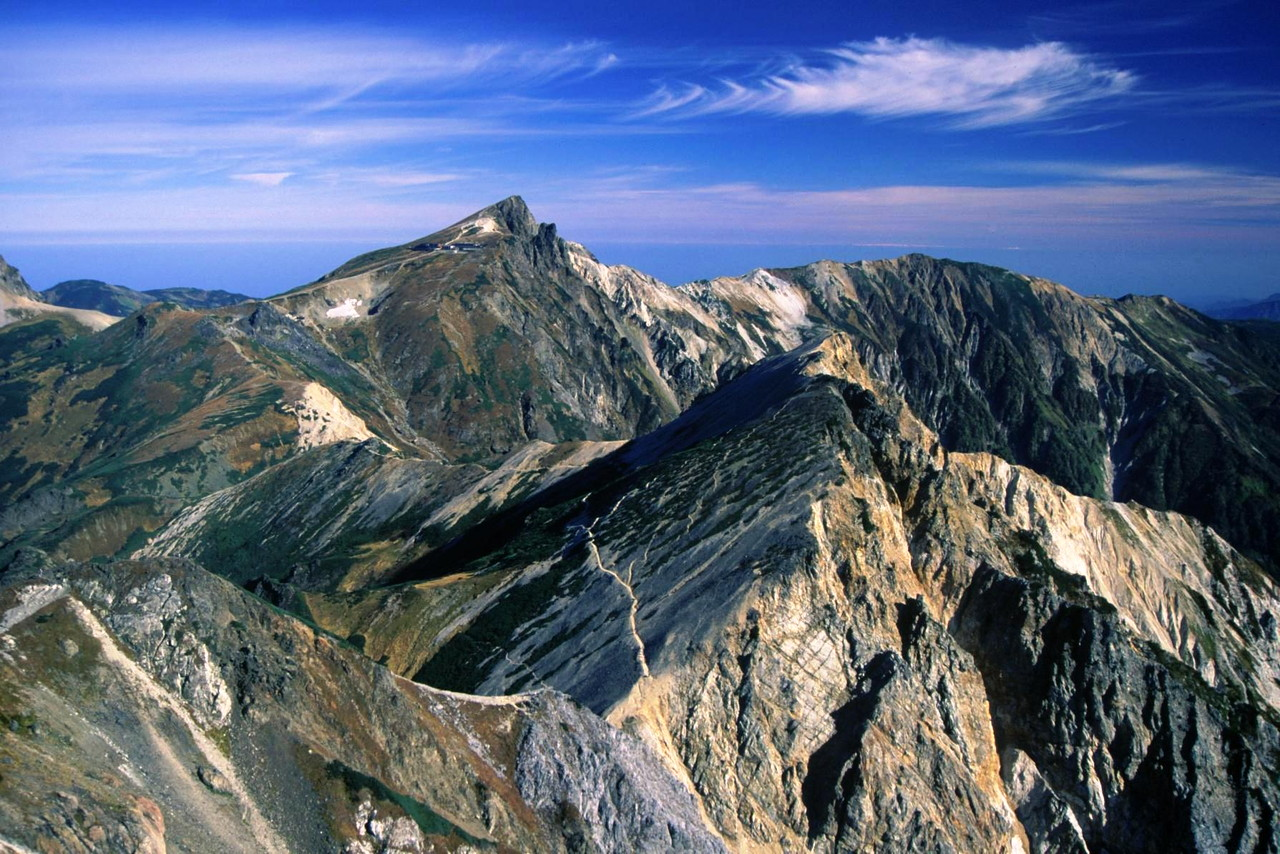
Shirouma-dake
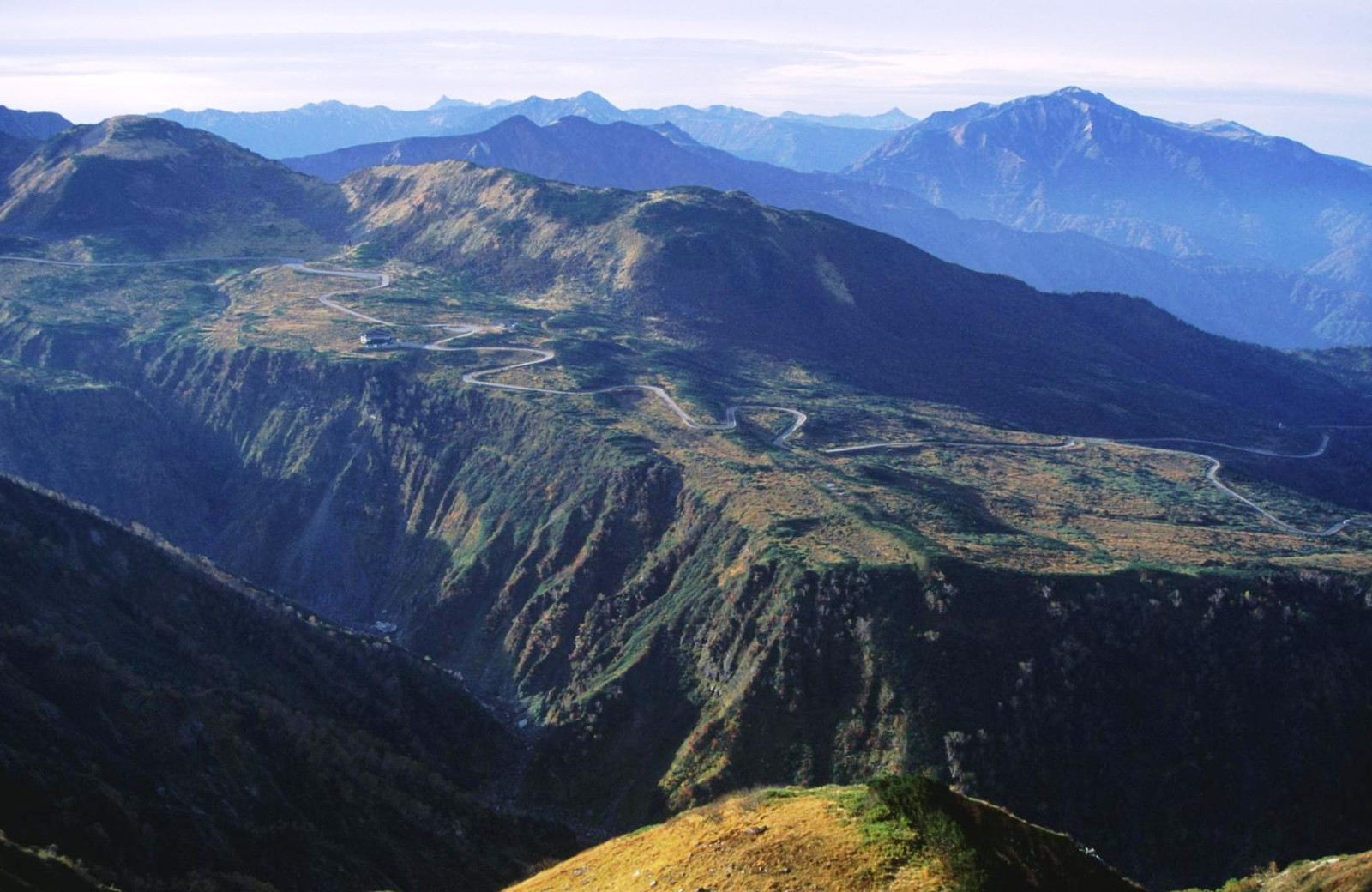
Midagahara
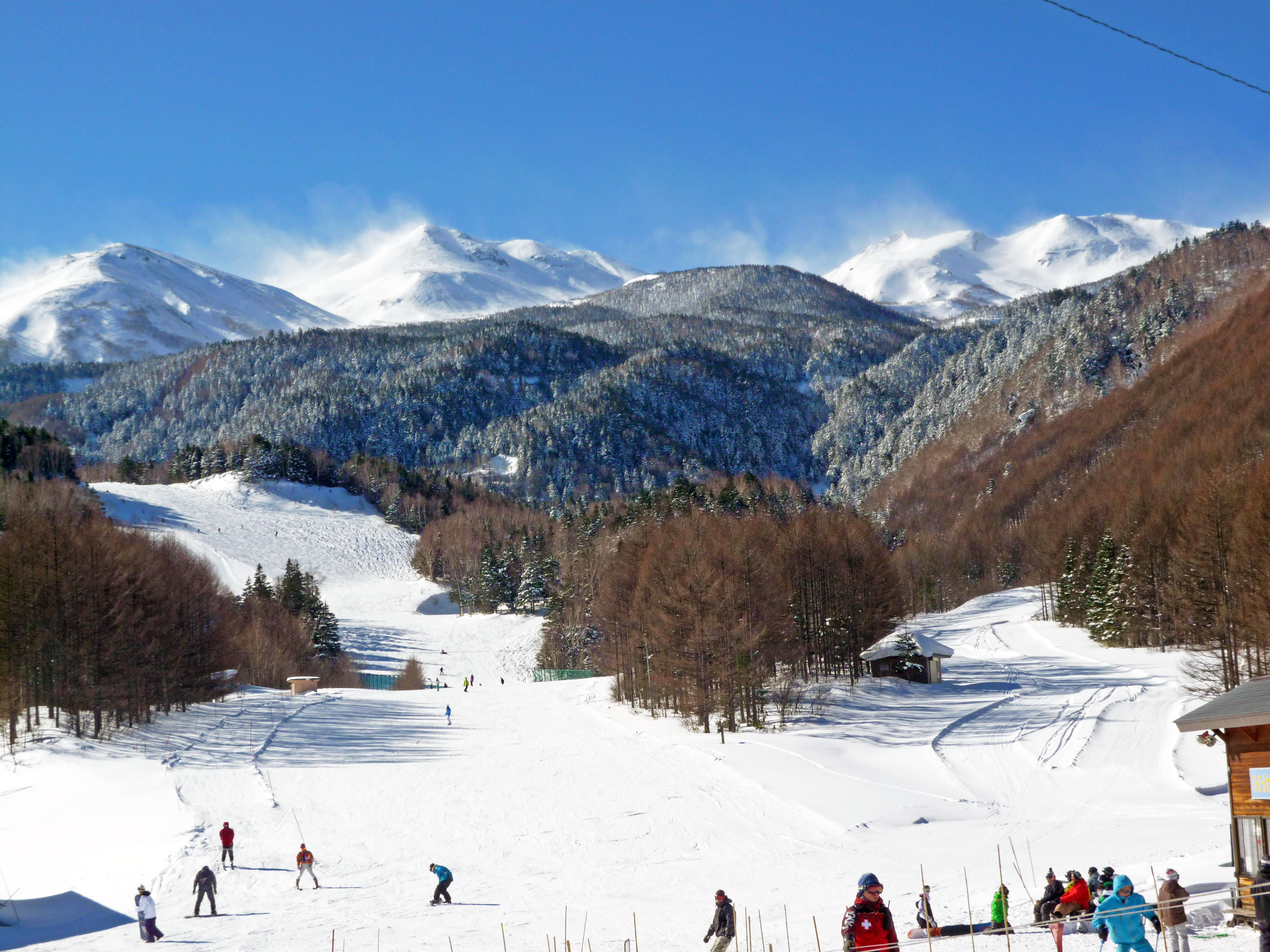
Norikura-Hochland